# یاسپر فورد

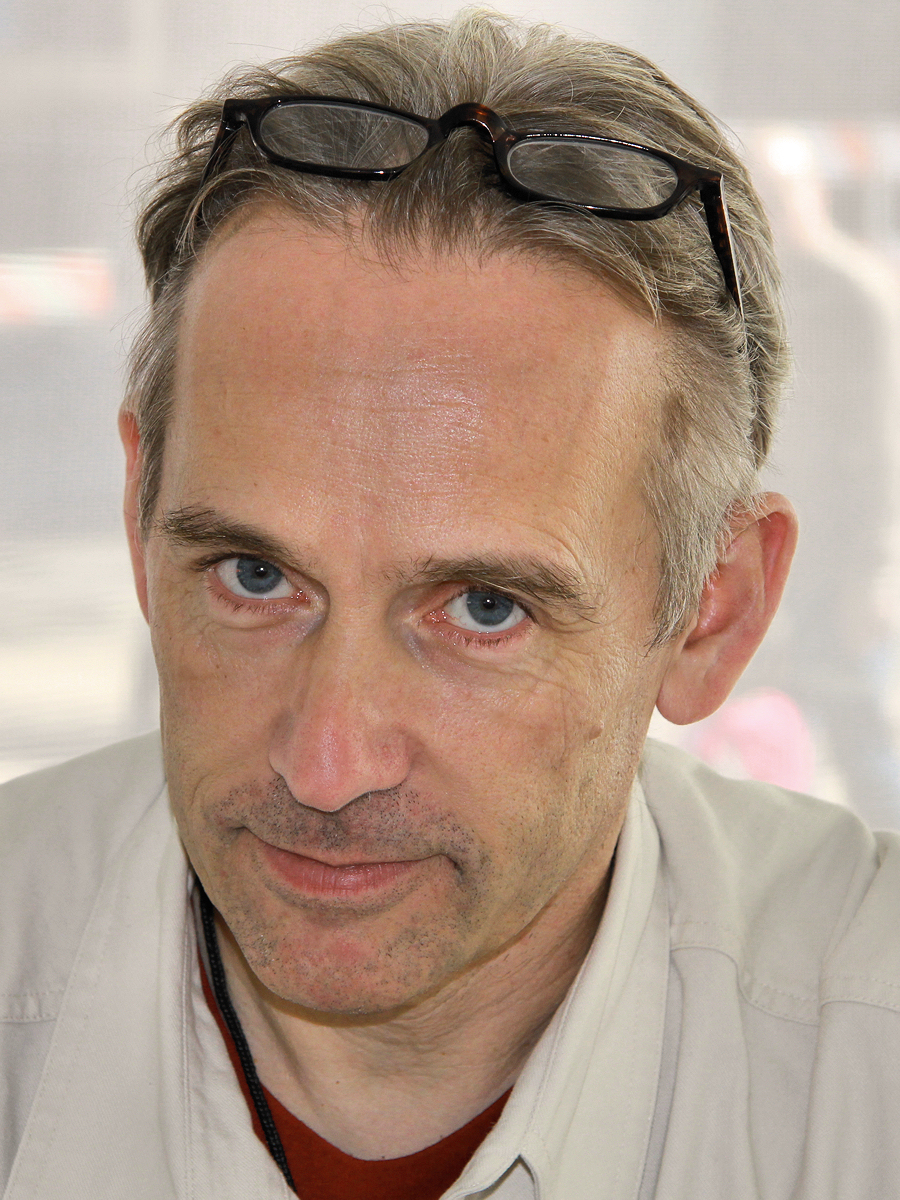
یاسپر فورد ‏۲۷ اکتبر ۲۰۱۲‏

یاسپر فورد (به انگلیسی: Jasper Fforde) متولد ۱۱ ژانویه ۱۹۶۱ نویسنده بریتانیایی است. اولین رمان او با نام «ماجرای ایر» در سال ۲۰۰۱ منتشر شد. فورد برای سری داستان‌های ترزدی نکس اش معروف است. او یک سری دیگر با نام جرم شیرخوارگاه و رمان‌های مستقل با نام‌های آخرین اژدهاکش و سایه‌های خاکستری دارد.

## خانواده
او فرزند جان استندیش فورد از مقامات بالای بانک انگلستان است.